# Wereldkampioenschap superbike van Misano 2017
Het wereldkampioenschap superbike van Misano 2017 was de zevende ronde van het wereldkampioenschap superbike en het wereldkampioenschap Supersport 2017. De races werden verreden op 17 en 18 juni 2017 op het Misano World Circuit Marco Simoncelli nabij Misano Adriatico, Italië.

## Superbike

### Race 1
| Pos | Nr | Rijder               | Constructeur | Rondes | Tijd        | Grid | Punten |
| --- | -- | -------------------- | ------------ | ------ | ----------- | ---- | ------ |
| 1   | 66 | Tom Sykes            | Kawasaki     | 21     | 33:44.269   | 1    | 25     |
| 2   | 22 | Alex Lowes           | Yamaha       | 21     | +4.551      | 7    | 20     |
| 3   | 1  | Jonathan Rea         | Kawasaki     | 21     | +8.126      | 2    | 16     |
| 4   | 81 | Jordi Torres         | BMW          | 21     | +10.850     | 9    | 13     |
| 5   | 12 | Javier Forés         | Ducati       | 21     | +13.649     | 8    | 11     |
| 6   | 50 | Eugene Laverty       | Aprilia      | 21     | +20.508     | 10   | 10     |
| 7   | 88 | Randy Krummenacher   | Kawasaki     | 21     | +22.498     | 11   | 9      |
| 8   | 40 | Román Ramos          | Kawasaki     | 21     | +26.329     | 12   | 8      |
| 9   | 32 | Lorenzo Savadori     | Aprilia      | 21     | +28.965     | 13   | 7      |
| 10  | 35 | Raffaele De Rosa     | BMW          | 21     | +32.171     | 15   | 6      |
| 11  | 2  | Leon Camier          | MV Agusta    | 21     | +38.314     | 6    | 5      |
| 12  | 15 | Alex de Angelis      | Kawasaki     | 21     | +39.829     | 17   | 4      |
| 13  | 86 | Ayrton Badovini      | Kawasaki     | 21     | +50.478     | 20   | 3      |
| 14  | 37 | Ondřej Ježek         | Kawasaki     | 21     | +55.208     | 21   | 2      |
| 15  | 33 | Marco Melandri       | Ducati       | 21     | +1:02.645   | 3    | 1      |
| NC  | 6  | Stefan Bradl         | Honda        | 14     | +7 ronden   | 18   |        |
| DNF | 7  | Chaz Davies          | Ducati       | 20     | Ongeluk     | 4    |        |
| DNF | 60 | Michael van der Mark | Yamaha       | 14     | Ongeluk     | 5    |        |
| DNF | 84 | Riccardo Russo       | Yamaha       | 12     | Uitgevallen | 16   |        |
| DNF | 36 | Leandro Mercado      | Aprilia      | 12     | Ongeluk     | 14   |        |
| DNF | 61 | Fabio Menghi         | Ducati       | 3      | Ongeluk     | 19   |        |

### Race 2
| Pos | Nr | Rijder               | Constructeur | Rondes | Tijd         | Grid | Punten |
| --- | -- | -------------------- | ------------ | ------ | ------------ | ---- | ------ |
| 1   | 33 | Marco Melandri       | Ducati       | 21     | 33:40.896    | 3    | 25     |
| 2   | 1  | Jonathan Rea         | Kawasaki     | 21     | +1.113       | 2    | 20     |
| 3   | 66 | Tom Sykes            | Kawasaki     | 21     | +1.285       | 1    | 16     |
| 4   | 60 | Michael van der Mark | Yamaha       | 21     | +13.364      | 5    | 13     |
| 5   | 50 | Eugene Laverty       | Aprilia      | 21     | +19.917      | 10   | 11     |
| 6   | 32 | Lorenzo Savadori     | Aprilia      | 21     | +26.019      | 13   | 10     |
| 7   | 35 | Raffaele De Rosa     | BMW          | 21     | +29.724      | 15   | 9      |
| 8   | 88 | Randy Krummenacher   | Kawasaki     | 21     | +30.183      | 11   | 8      |
| 9   | 36 | Leandro Mercado      | Aprilia      | 21     | +37.447      | 14   | 7      |
| 10  | 6  | Stefan Bradl         | Honda        | 21     | +42.651      | 18   | 6      |
| 11  | 86 | Ayrton Badovini      | Kawasaki     | 21     | +57.524      | 20   | 5      |
| 12  | 37 | Ondřej Ježek         | Kawasaki     | 21     | +1:10.654    | 21   | 4      |
| DNF | 81 | Jordi Torres         | BMW          | 17     | Uitgevallen  | 9    |        |
| DNF | 2  | Leon Camier          | MV Agusta    | 14     | Uitgevallen  | 6    |        |
| DNF | 22 | Alex Lowes           | Yamaha       | 11     | Ongeluk      | 7    |        |
| DNF | 15 | Alex de Angelis      | Kawasaki     | 6      | Ongeluk      | 17   |        |
| DNF | 12 | Javier Forés         | Ducati       | 6      | Ongeluk      | 8    |        |
| DNF | 61 | Fabio Menghi         | Ducati       | 6      | Ongeluk      | 19   |        |
| DNF | 40 | Román Ramos          | Kawasaki     | 3      | Uitgevallen  | 12   |        |
| DNS | 7  | Chaz Davies          | Ducati       | 0      | Niet gestart |      |        |
| DNS | 84 | Riccardo Russo       | Yamaha       | 0      | Niet gestart |      |        |

## Supersport
| Pos | Nr  | Rijder                | Constructeur | Rondes | Tijd           | Grid | Punten |
| --- | --- | --------------------- | ------------ | ------ | -------------- | ---- | ------ |
| 1   | 1   | Kenan Sofuoğlu        | Kawasaki     | 19     | 31:35.425      | 1    | 25     |
| 2   | 16  | Jules Cluzel          | Honda        | 19     | +2.076         | 2    | 20     |
| 3   | 64  | Federico Caricasulo   | Yamaha       | 19     | +5.600         | 3    | 16     |
| 4   | 99  | P.J. Jacobsen         | MV Agusta    | 19     | +6.696         | 8    | 13     |
| 5   | 111 | Kyle Smith            | Honda        | 19     | +12.868        | 9    | 11     |
| 6   | 4   | Gino Rea              | Kawasaki     | 19     | +13.658        | 10   | 10     |
| 7   | 5   | Axel Bassani          | Kawasaki     | 19     | +18.404        | 11   | 9      |
| 8   | 32  | Sheridan Morais       | Yamaha       | 19     | +20.369        | 7    | 8      |
| 9   | 38  | Hannes Soomer         | Honda        | 19     | +22.985        | 14   | 7      |
| 10  | 13  | Anthony West          | Yamaha       | 19     | +23.274        | 12   | 6      |
| 11  | 61  | Alessandro Zaccone    | MV Agusta    | 19     | +29.164        | 16   | 5      |
| 12  | 26  | Kazuki Watanabe       | Kawasaki     | 19     | +30.835        | 21   | 4      |
| 13  | 47  | Rob Hartog            | Kawasaki     | 19     | +34.184        | 24   | 3      |
| 14  | 77  | Kyle Ryde             | Kawasaki     | 19     | +34.416        | 19   | 2      |
| 15  | 78  | Hikari Okubo          | Honda        | 19     | +37.018        | 33   | 1      |
| 16  | 10  | Nacho Calero          | Kawasaki     | 19     | +38.116        | 17   |        |
| 17  | 56  | Péter Sebestyén       | Kawasaki     | 19     | +46.222        | 34   |        |
| 18  | 44  | Roberto Rolfo         | MV Agusta    | 19     | +49.728        | 23   |        |
| 19  | 73  | Jacopo Cretaro        | Suzuki       | 19     | +50.624        | 29   |        |
| 20  | 74  | Jaimie van Sikkelerus | Yamaha       | 19     | +51.971        | 27   |        |
| 21  | 92  | Hiromichi Kunikawa    | Honda        | 19     | +1:04.962      | 30   |        |
| 22  | 82  | Lorenzo Cipiciani     | Honda        | 19     | +1:20.040      | 25   |        |
| 23  | 35  | Stefan Hill           | Triumph      | 19     | +1:20.723      | 26   |        |
| 24  | 9   | Connor London         | Suzuki       | 18     | +1 ronde       | 31   |        |
| DNF | 81  | Luke Stapleford       | Triumph      | 9      | Ongeluk        | 6    |        |
| DNF | 48  | Giuseppe Scarcella    | Honda        | 8      | Ongeluk        | 32   |        |
| DNF | 70  | Robin Mulhauser       | Honda        | 5      | Ongeluk        | 22   |        |
| DNF | 84  | Loris Cresson         | Yamaha       | 5      | Schade ongeluk | 15   |        |
| DNF | 63  | Zulfahmi Khairuddin   | Kawasaki     | 4      | Ongeluk        | 20   |        |
| DNF | 66  | Niki Tuuli            | Yamaha       | 4      | Ongeluk        | 18   |        |
| DNF | 83  | Lachlan Epis          | Kawasaki     | 4      | Ongeluk        | 28   |        |
| DNF | 144 | Lucas Mahias          | Yamaha       | 2      | Ongeluk        | 4    |        |
| DNF | 11  | Christian Gamarino    | Honda        | 2      | Ongeluk        | 5    |        |
| DNF | 163 | Davide Stirpe         | MV Agusta    | 0      | Ongeluk        | 13   |        |
| DNS | 25  | Alex Baldolini        | MV Agusta    | 0      | Niet gestart   |      |        |

## Tussenstanden na wedstrijd

### Superbike
| Pos | Nr | Rijder         | Team     | Punten |
| --- | -- | -------------- | -------- | ------ |
| 1   | 1  | Jonathan Rea   | Kawasaki | 296    |
| 2   | 66 | Tom Sykes      | Kawasaki | 246    |
| 3   | 7  | Chaz Davies    | Ducati   | 185    |
| 4   | 33 | Marco Melandri | Ducati   | 163    |
| 5   | 22 | Alex Lowes     | Yamaha   | 141    |

### Supersport
| Pos | Nr  | Rijder          | Team      | Punten |
| --- | --- | --------------- | --------- | ------ |
| 1   | 144 | Lucas Mahias    | Yamaha    | 105    |
| 2   | 1   | Kenan Sofuoğlu  | Kawasaki  | 100    |
| 3   | 32  | Sheridan Morais | Yamaha    | 76     |
| 4   | 16  | Jules Cluzel    | Honda     | 75     |
| 5   | 99  | P.J. Jacobsen   | MV Agusta | 68     |

1991 · 1993 · 1994 · 1995 · 1996 · 1997 · 1998 · 1999 · 2000 · 2001 · 2002 · 2003 · 2004 · 2005 · 2006 · 2007 · 2008 · 2009 · 2010 · 2011 · 2012 · 2014 · 2015 · 2016 · 2017 · 2018 · 2019 · 2021 · 2022 · 2023 · 2024 · 2025